# Thomas Kok
Thomas Kok (Tilburg, Países Bajos, 15 de mayo de 1998) es un futbolista neerlandés que se desempeña como defensa central. Actualmente juega en el Preußen Münster de la 3. Liga. 

## Carrera deportiva
Kok comenzó en la cantera del Sportclub 't Zand de su ciudad natal.De allí pasó a formar parte de la cantera del Royal Antwerp FC  belga desde donde tras militar durante 2 años volvió al futbol neerlandés para engrosar las filas de la cantera del Willem II.
Debutó en el fútbol profesional con el equipo de Tilburg que militaba en la Eredivisie en la 2017-18 en partido contra el Ajax de Amsterdam.Esa misma temporada, en el mercado invernal, es cedido al FC Dordrecht; equipo por el que fichó la temporada siguiente y con el que acabó disputando 74 partidos.
Kok fichó por el FK Jerv noruego en la temporada 2020-21.Con los Wolverine jugó un total de 28 partidos y logró el primer ascenso en la historia del club a la Eliteserien tras un partido de play-off contra el SK Brann Bergen.
En enero de 2022 fichó por el SC Preußen Münster.

## Clubes
| Club                  | País         | Año       |
| --------------------- | ------------ | --------- |
| Willem II             | Países Bajos | 2017-2018 |
| FC Dordrecht (cedido) | Países Bajos | 2018      |
| FC Dordrecht          | Países Bajos | 2018-2020 |
| FK Jerv               | Noruega      | 2020-2022 |
| Preußen Münster       | Alemania     | 2022-act. |

## Palmarés
| Título            | Club            | País     | Año     |
| ----------------- | --------------- | -------- | ------- |
| Regionalliga West | Preußen Münster | Alemania | 2022-23 |

## Vida privada
Compagina el futbol con los estudios de Física aplicada.